# Jonathan Pasvolsky
Jonathan Marc Pasvolsky (Kaapstad, 26 juli 1972) (ook bekend als Jonny Pasvolsky), is een Australische acteur van Russisch-Spaanse afkomst. In 1978 verhuisde zijn familie naar Australië. Tegenwoordig woont hij met zijn vrouw in de Verenigde Staten.
Na een reis door Europa begin hij zijn opleiding aan de Victorian College of Arts.
Van 2005 tot 2007 speelde Pasvolsky de rol van Matt Bosnich in McLeod's Daughters. Daartoe leerde hij paardrijden, schapen scheren en het laten knallen van een zweep. Voor deze rol werd hij in 2006 voor een Logie Award genomineerd als "Most Populair New Male Talent".
- Library of Congress Control Number: no2014072411
- Virtual International Authority File: 308766907
- WorldCat: E39PBJpv6cmwCFBqHXVYWCr8YP